# Marcel Laurens
Pour les articles homonymes, voir Laurens.
Marcel Laurens, né le 21 juin 1952 à Malines, est un coureur cycliste belge.

## Palmarès

### Palmarès amateur
- 1973
  - 3e de la Course des chats
- 1974
  - Bruxelles-Opwijk

### Palmarès professionnel
- 1974
  - 3e de la Coupe Sels
  - 3e du Circuit du Brabant occidental
- 1975
  - 2e du Grand Prix de la ville de Zottegem
- 1976
  - 2e du Grand Prix d'Antibes
  - 3e de la Flèche hesbignonne
- 1977
  - Tour du Limbourg
- 1978
  - Flèche brabançonne
  - 3e du championnat de Belgique sur route
- 1979
  - Grand Prix Jef Scherens
  - 3e de la Coupe Sels
- 1980
  - Circuit du Tournaisis
  - Grand Prix Frans Verbeeck
  - 3e étape du Tour de Catalogne

## Résultats sur les grands tours

### Tour de France
5 participations
- 1978 : 60e
- 1980 : 64e
- 1981 : 110e
- 1982 : 100e
- 1983 : 88e et lanterne rouge

### Tour d'Espagne
1 participation
- 1983 : 58e